# 米娜·贝塞尔
米娜·贝塞尔（英語：Mina J. Bissell）是一位伊朗裔美国生物学家，主要研究乳腺癌的肿瘤微环境，特别是细胞外基质对组织功能的影响。